# Yurihonjo
Yurihonjō (japanska: 由利本荘市?, Yurihonjō-shi) är en japansk stad i prefekturen Akita på den norra delen av ön Honshu. Den är belägen vid Japanska havets kust.
Staden bildades 22 mars 2005 genom att staden Honjō slogs samman med ytterligare sju kommuner i den sydvästra delen av prefekturen. 